# 車郷村
車郷村（くるまさとむら）は、群馬県の中部、群馬郡に属していた村。

## 地理
- 河川 - 榛名白川、車川

## 歴史
- 1889年（明治22年）4月1日 - 町村制施行により、富岡村、和田山村、白川村、善地村が合併し西群馬郡車郷村が成立する。
- 1896年（明治29年）4月1日 - 郡統合（西群馬郡と片岡郡の統合）により群馬郡に属する。
- 1955年（昭和30年）4月1日 - 箕輪町と合併し箕郷町となる。